# Utopia (film, 1978)
Pour les articles homonymes, voir Utopia (homonymie).
Pour plus de détails, voir Fiche technique et Distribution.
Utopia est un film français d'Iradj Azimi sorti en 1978.

## Synopsis
Après une séparation douloureuse de la femme qu'il a aimée, Julien part à la recherche de ses amis d'hier, en vain. Aussi Julien retourne vers les lieux de  son enfance, l'école qui fut la sienne et de son ancien instituteur de l'époque. Improvisé instituteur, il charme les enfants par ses enseignements émancipateurs dans un registre de langue à leur portée. Son enseignement déclenche l'hostilité de parents et de l'administration. Chassé, il se dirige alors vers la mer et entre lentement dans les flots, suivi par les enfants qui accourent sur la plage.

## Fiche technique
- Titre : Utopia
- Réalisation : Iradj Azimi
- Scénario : Iradj Azimi
- Musique : Patrice Holiner
- Langues : Français
- Durée : 92 minutes
- Genre : drame

## Distribution
- Laurent Terzieff : Julien
- Dominique Sanda : Sylvie
- Jean Dasté : Jean
- Gérard Blain : Gérard
- Anne-Marie Deschodt : Catherine